# "Oretachi" no Theme
"Oretachi" no Theme é uma canção de Hironobu Kageyama com o grupo Korokoro Kids lançada em single homônimo pela Nippon Columbia em 1 de agosto de 1997.

## Produção
A faixa-título foi produzida para ser o encerramento do filme Bakusou Kyoudai Let's & Go!! WGP Bousou Mini Yonku Daitsuiseki, da franquia Bakusō Kyōdai Let's & Go.
A composição das faixas ficou com Gouji Tsuno.que já trabalhou na trilha de diversos animes e séries de tokusatsu, incluindo Choujin Sentai Jetman e outras músicas da prórpia franquia Bakusō Kyōdai Let's & Go. Já o letrista Reo Rinozuka esteve envolvido em trilhas de animes como Zenki. A dupla também compôs e escreveu "GET THE WORLD" para o mesmo anime e também cantada por Kageyama. Este single chegou à 76ª posição no Oricon Singles Chart. O outro letrista, Tetsuro Amino, é na verdade um diretor de animes, tendo trabalhado em vários filmes, séries e animes.

## Legado
""Oretachi" no Theme" foi inclusa em álbuns da franquia do anime, como Bakusou Kyoudai Let's & Go!! WGP Bousou Mini Yonku Daitsuiseki Super Soundtrack XTO ~Ongakushuu~.

## Faixas
| N.º | Título                                   | Letras                       | Música      | Arranjo                | Duração |  |
| 1.  | ""Oretachi" no Theme"                    | Tetsuro Amino e Reo Rinozuka | Gouji Tsuno | G. Tsuno e Yohgo Kohno |         |  |
| 2.  | "FRIENDS OF TEARS"                       | R. Rinozuka                  | G. Tsuno    | G. Tsuno               |         |  |
| 3.  | ""Oretachi" no Theme (Original Karaoke)" | instrumental                 | G. Tsuno    | G. Tsuno e Y. Kohno    |         |  |
| 4.  | "FRIENDS OF TEARS (Original Karaoke)"    | instrumental                 | G. Tsuno    | G. Tsuno               |         |  |